# Lovas
Lovas là một thị trấn thuộc hạt Veszprém, Hungary. Thị trấn này có diện tích 5,94 km², dân số năm 2010 là 440 người, mật độ 74 người/km².